# Czakkel István
Czakkel István László (Budapest, 1947. december 16. –) magyar tőrvívó, edző, íjász.

## Fontosabb sporteredményei

### Vívás
- 1970 vb felnőtt 2 hely csapat
- 1973 Universiade 3 hely csapat
- 1976 Eb Hadsereg 2 hely
- 1979 VK 2 hely
- OB 1 hely többször, egyéni, csapat

### Íjászat
- 2014 Országos bajnok senior IFAA 3D kategóriában
- 2014 Bp. Bajnokság pályaíjász - senior 1. hely
- 2014 Grand Prix 3D sorozatban - senior 2. hely
- 2015 Cserhát Kupa sorozat senior 1. hely

## Díjai, elismerései
- 1970 Kiváló Sportoló
- 1987 Kiváló Nevelőedző ezüst fokozat
- 1991 Kiváló Nevelőedző arany fokozat
- 2008 Miniszteri Elismerő Oklevél